# مایع اندولنف
مایع اندولنف، یک ترکیب شیمیایی است که به عنوان یک داروی ضدافسردگی و مسکن مورد استفاده قرار می‌گیرد. این ترکیب در دستهٔ مواد دارویی آنتی‌دپرسانت‌های تری‌سیکلیک قرار می‌گیرد و به عنوان یک مهارکنندهٔ بازجذب سروتونین و نوراپی‌نفرین در مغز عمل می‌کند. اندولنف اغلب برای درمان اختلال افسردگی مصرف می‌شود و با تجویز پزشک مورد استفاده قرار می‌گیرد.
لازم است ذکر شود که اطلاعات مرتبط با داروها همواره باید از منابع معتبر و توصیه پزشک معالج دریافت شود و مصرف هر دارو باید به‌منظور جلوگیری از عوارض جانبی و مشکلات ناشی از تداخل با داروهای دیگر، با دقت و اطلاعات کافی انجام شود.